# 코닉세그 제메라
코닉세그 제메라(스웨덴어: Koenigsegg Gemera)는 코닉세그의 스포츠카로 세계 최초의 4인승 하이브리드 하이퍼카 모델이다. 2020년에 제네바 모터쇼에서 공개될 예정이었으나, 코로나19 사태로 모터쇼가 취소되며 대신 현장 부스에서 온라인으로 공개되었다. 차량의 이름인 제메라는 스웨덴어로 "더 주다(Give more)"라는 뜻으로, 스웨덴어 "Ge(더)"와 "Mera(주다)"의 합성어이다.